# Египетская операция
Египетская операция или Итальянское вторжение в Египет (англ. Italian invasion of Egypt, итал. L'Italia invade l'Egitto) — стратегическая военная операция вооружённых сил Италии против британских войск с целью вторжения и захвата Египта, проводившаяся 13 сентября — 16 сентября 1940 года в ходе Североафриканской кампании во время Второй мировой войны.
В результате операции итальянские войска, вторгнувшиеся в Египет, прошли около 50 миль и через 4 дня остановили наступление возле Сиди-Баррани. Британские войска, уступая в численности и не оказывая серьёзного сопротивления, отступили к городу Мерса-Матрух. Между воюющими сторонами образовалась «ничейная» зона шириной 130 км.

## Стратегическая ситуация
Египет формально считался независимым государством с 1922 года, однако функции его короля и парламента сильно ограничивались, и в военном отношении Египет полностью подчинялся Великобритании. В 1936 году было подписано британско-египетское соглашение, по которому британские войска имели право занимать территорию Египта в случае угрозы Суэцкому каналу. После того как 10 июня 1940 года Италия объявила войну Великобритании и присоединилась к странам Оси, 13 июня египетский парламент прервал дипломатические отношения с Италией, однако заявил, что будет сохранять нейтралитет до того момента пока итальянские войска не вторгнутся на египетскую территорию.
К моменту вступления в войну Италия имела в своей колонии Ливии две армии: 5-ю, располагавшуюся в Триполитании на границе с Французской Северной Африкой и 10-ю, располагавшуюся в Киренаике на границе с Египтом. После капитуляции Франции часть сил 5-й армии было переброшено на соединение с 10-й. К сентябрю 1940 года 10-я итальянская армия включала в себя 10 дивизий, 5-я армия — 4. Однако итальянские войска, приготовленные к наступлению, обладали недостаточным количеством вооружения и транспорта. Танковые итальянские части были представлены в основном лёгкими танками Carro CV3/33, которые ещё до войны показали свою низкую боеспособность. Тем не менее, 7 сентября Муссолини подписал приказ, в котором потребовал от Р. Грациани перейти в наступление в течение двух дней вне зависимости от того, высадятся ли немецкие войска в Великобритании или нет (в первоначальном варианте плана планировалось начать наступление в один день с высадкой немецкой армии).
17 июня все британские войска, расположенные в египетской Киренаике, были объединены в армию «Нил» под командованием Ричарда О’Коннора — к сентябрю 36 тыс. человек. Ещё до начала военных действий британские войска начали проводить провокации на границе, однако до сентября всё ограничилось лишь мелкими пограничными стычками.
Уже 9 сентября заметно усилилась активность итальянских ВВС. В этот день бомбардировщики тремя группами по 9-12 самолётов в сопровождении истребителей атаковали аэродромы британской авиации в Сиди-Баррани, Маатен-Багуше и Мерса-Матрух, а группа из 27 истребителей атаковала цели в районе Бук-Бук. В ответ британцы нанесли авиационные удары по аэродромам, пунктам снабжения и местам скопления итальянских войск.

## Расстановка сил

### Великобритания
Ближневосточное командование (командующий фельдмаршал Арчибальд Уэйвелл) осуществляло общее командование британскими войсками на Ближнем Востоке. В операции участвовали части, подчинённые командованию и расположенные в Египте:
- Армия «Нил» (командующий генерал-майор Ричард О’Коннор)
  - 4-я Индийская пехотная дивизия
  - 7-я бронетанковая дивизия

В общем британские силы насчитывали 36 тыс. человек, 65 танков, 48 самолётов.

### Италия
Общее командование войсками в Северной Африке осуществлял маршал Родольфо Грациани
- 10-я армия (командующий генерал Марио Берти). Армия располагалась в ливийской Киренаике, из 5 её корпусов во вторжении в Египет участвовало 3:

- 21-й армейский корпус (командующий генерал-лейтенант Лоренцо Далмаццо)
  - 64-я пехотная дивизия «Катанзаро»
  - 4-я дивизия чернорубашечников «3 января»

- 23-й армейский корпус (командующий генерал-лейтенант Аннибале Бергонзоли)
  - 62-я пехотная дивизия «Мармарика»
  - 63-я пехотная дивизия «Сирене»
  - 1-я дивизия чернорубашечников «23 марта»

- Ливийский армейский корпус
  - 1-я Ливийская пехотная дивизия
  - 2-я Ливийская пехотная дивизия
  - Механизированная группа Малетти

В общем итальянские сухопутные силы насчитывали 216 тыс. человек, 200 танков, 300 самолётов.
Авиационную поддержку оказывала 5-я эскадра, имевшая около 300 бомбардировщиков, истребителей и штурмовиков, а также отдельные подразделения разведывательной, транспортной авиации и авиации Колониальных ВВС.

## Итальянский план наступления
По первоначальному плану итальянские войска должны были наступать по двум направлениям: 23-й корпус должен был наступать в прибрежной полосе вдоль дороги, в то время как Ливийский корпус с механизированной группой Малетти двигались южнее по пустыне. 21-й корпус был в резерве и располагался в районе Тобрука. Задачей авиации 5-й авиационной эскадры было прикрытие своих войск в районах сосредоточения, уничтожение командных пунктов, пунктов снабжения и аэродромов противника на первом этапе. На втором этапе ВВС должны были атаковать непосредственно обороняющиеся войска противника и защищать свои. Однако Грациани так и не получил необходимого количества автотранспорта для двух ливийских дивизий, без которого взаимодействие с механизированной группой Малетти теряло всякий смысл. План был в срочном порядке изменён. Группа Малетти должна была осуществить фланговый манёвр самостоятельно, а обе ливийские дивизии наступали в первом эшелоне в прибрежной полосе. На втором этапе в прорыв вводилась 1-я дивизия чернорубашечников, которая обладала достаточным количеством транспорта.
11 сентября группа Малетти потерялась в пустыне на пути к исходным позициям у Сиди-Омара. Это событие, вместе с донесениями разведки о наличии крупных бронетанковых сил британцев к югу от прибрежной полосы, вынудили Грациани в очередной раз изменить план наступления. Фланговый манёвр был отменён совсем, а группа Малетти передавалась под руководство командующего 10-й армии для более тесного взаимодействия с войсками, наступающими в прибрежной полосе.

## Вторжение
В ночь с 12 на 13 сентября на участок дороги между Сиди-Баррани и Мерса-Матрух итальянской авиацией было сброшено большое количество специальных бомб, действовавших как мины, на которых рано утром подорвались солдаты 11-го гусарского полка. Этим же утром итальянская артиллерия подвергла обстрелу район Мусаида и аэродром и пустые казармы Эс-Саллума. После артиллерийской подготовки войска 10-й армии перешли в наступление и пересекли египетскую границу. По английским описаниям, это наступление итальянцев походило скорее на прохождение войск на параде, чем на боевые действия. Части 1-й Ливийской дивизии вскоре заняли Эс-Саллум. 1-я дивизия чернорубашечников «23 марта» отвоевала Форт Капуцо, занятый британскими войсками ранее в ходе пограничных стычек.
Небольшие британские силы, сдерживавшие итальянцев, которые продвигались в сторону прохода Хальфая, под давлением танков и артиллерии вынуждены были отступить на восток. К вечеру у прохода Хальфая соединились две большие колонны итальянских войск: 2-я Ливийская, 63-я пехотная дивизии и группа Малетти, продвигающиеся из района Мусаид, и 62-я пехотная дивизия — из района Сиди-Омар. Дальнейшее продвижение итальянцев через проход в сторону прибрежной дороги началось утром следующего дня.
После полудня 14 сентября британские войска в прибрежном районе отступили на заранее подготовленные позиции восточнее Бук-Бука, где на следующий день были усилены. Итальянские части достигли позиций британцев к середине дня 15 сентября, где были обстреляны конной артиллерией. Из-за нехватки боеприпасов британцы вынуждены были отступить, и к концу дня итальянцы заняли Бук-Бук. Утром 16 сентября британские гвардейцы занимали позиции у Алам-Хамида, днём из-за танкового обстрела вынуждены были отойти к Алам-эль-Дабу. Колонна из наступавших итальянских танков и грузовиков повернула на север в сторону плато. Под угрозой окружения англичане оставили Сиди-Баррани и заняли позиции у Маатен-Мохаммед. Вечером передовые части 1-й дивизии чернорубашечников вошли в Сиди-Баррани. На этом, пройдя в общем около 50 миль, наступление итальянских войск остановилось.

## Итоги операции
Несмотря на значительное преимущество в силах, итальянцы не смогли добиться серьёзных успехов в ходе операции вторжения в Египет. Остановка наступления итальянцев была обусловлена многими причинами: нехваткой транспорта, потерей управления подвижными силами, действовавшими на южном фланге итальянской группировки, трудностями со снабжением, которые испытывали продвинувшиеся вперед войска. Вода в Сиди-Баррани оказалась непригодной для питья, а дорога от границы до места дислокации передовых частей, которая и до начала боевых действий отличалась невысоким качеством, была совершенно разбита в результате разрушений и активного использования. В Сиди-Баррани ими была создана цепь укреплённых лагерей, которые, однако, оказались слишком удалёнными друг от друга, чтобы вовремя оказать поддержку соседу.
Британцы остановились на заранее подготовленных позициях у города Мерса-Матрух. В результате между воюющими сторонами образовалась «ничейная» зона шириной 130 км.
Начиная с 17 сентября небольшие группы итальянских танков, грузовиков и мотоциклистов совершали лишь отдельные вылазки и перемещения между опорными пунктами, за которыми внимательно наблюдали экипажи 11-го гусарского полка. Британские ВМФ и ВВС активно атаковали линии коммуникаций противника. Медлительность и нерешительность итальянского командования, не проводившего активных действий в течение последующих 3 месяцев, дала время британцам собрать силы для контрнаступления.